# Giro dell'Emilia 1949
Il Giro dell'Emilia 1949, trentatreesima edizione della corsa, si svolse il 18 settembre 1949 su un percorso di 239 km. La vittoria fu appannaggio dell'italiano Virgilio Salimbeni, che completò il percorso in 7h07'00", precedendo i connazionali Sergio Pagliazzi e Silvio Pedroni.

## Ordine d'arrivo (Top 10)
| Pos. | Corridore          | Squadra       | Tempo    |
| ---- | ------------------ | ------------- | -------- |
| 1    | Virgilio Salimbeni | Legnano       | 7h07'00" |
| 2    | Sergio Pagliazzi   | Atala-Pirelli | a 3'56"  |
| 3    | Silvio Pedroni     | Fréjus        | s.t.     |
| 4    | Ugo Fondelli       | Viscontea     | s.t.     |
| 5    | Dino Rossi         | Cimatti       | s.t.     |
| 6    | Renzo Soldani      | Legnano       | s.t.     |
| 7    | Leo Castellucci    | Arbos         | s.t.     |
| 8    | Selvino Selvatico  | Lygie         | s.t.     |
| 9    | Valerio Bonini     | Benotto       | s.t.     |
| 10   | Andrea Carrea      | Bianchi-Ursus | s.t.     |